# 마리야 니콜라예브나 라시스키 황녀

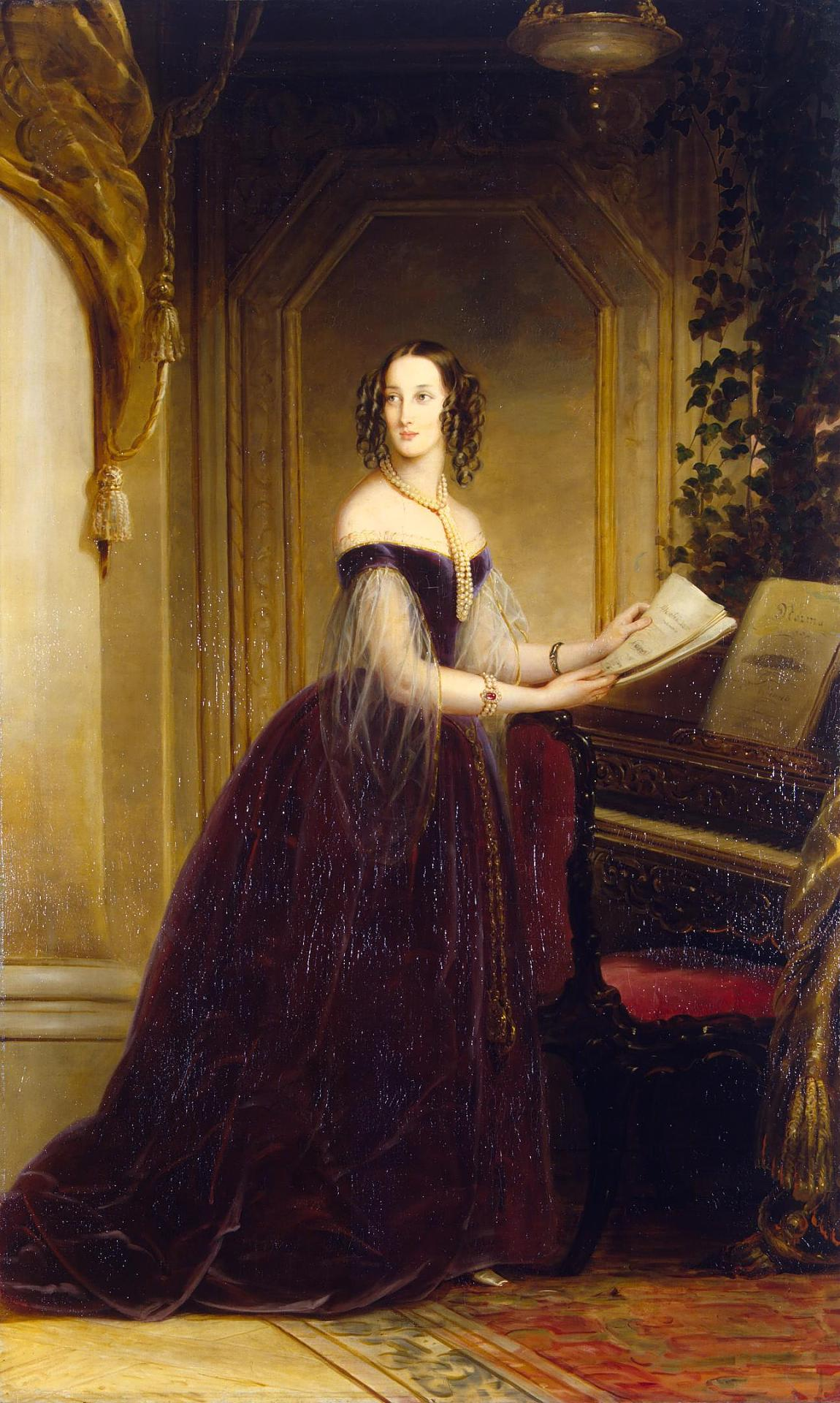
마리아 니콜라예브나 여대공

마리아 니콜라예브나(Мария Николаевна / Maria Nikolayevna, 1819년 8월 18일 ~ 1876년 2월 21일)는 러시아의 황녀로 로이히텐베르크 공작 막시밀리앙 드 보아르네의 아내다.

## 생애
마리아 니콜라예브나는 니콜라이 1세와 알렉산드라 표도로브나 사이에서 장녀로 태어났다. 1837년 러시아를 방문한 로이히텐베르크 공작 막시밀리앙과 사랑에 빠졌지만 두 사람의 결혼은 많은 난관에 부딪쳤다. 막시밀리앙은 가톨릭 교도였으며 로이히텐베르크 공작가는 바이에른 왕가의 분가에 불과했다. 또한 막시밀리앙의 아버지 외젠은 과거 러시아를 침공한 적 있는 나폴레옹 보나파르트의 양자였다. 니콜라이 1세는 딸에 비해 신분이 낮은 막시밀리앙에게 러시아 황족의 지위와 전하의 칭호를 주었고 마리아와 막시밀리앙은 1839년 결혼했다.
두 사람은 러시아에서 살면서 슬하에 4남 3녀를 낳아 길렀고 1845년에는 마리아의 이름을 딴 마린스키궁으로 이사했다. 막시밀리앙은 1852년 병사했고 2년 뒤인 1854년 마리아는 그레고리 스트로가노프 백작과 비밀리에 재혼해서 슬하 1남 1녀를 두었다.
마리아는 예술의 후원자였으며 예술 아카데미의 총재를 지냈다. 그녀가 평생에 걸쳐 사들인 미술품과 가구 등 소장품들은 사후 자식들에게 상속되었다.

## 배우자와 자녀
막시밀리앙 드 보아르네와의 자녀들
- 알렉산드라 (1840-1843)
- 마리아 (1841-1914) 바덴 대공자비 - (막시밀리안 폰 바덴의 모친)
- 니콜라이 (1843-1891) - 제4대 로이히텐베르크 공작
- 에브게니야 (1845-1925) - 올덴부르크 대공자비
- 에브게니 (1847-1901) - 제5대 로이히텐베르크 공작
- 세르게이 (1849-1877)
- 게오르기 (1849-1912) - 제6대 로이히텐베르크 공작

그리고리 알렉산드로비치 스트로가노프 백작과의 자녀들
- 그리고리 (1857-1859)
- 옐레나 (1861-1908)